# Lamponella homevale
Lamponella homevale là một loài nhện trong họ Lamponidae. Loài này được phát hiện ở Queensland.